# روابط اسرائیل و مجارستان
روابط مجارستان و اسرائیل روابط خارجی میان اسرائیل و مجارستان است. مجارستان در تل آویو دارای سفارتخانه و ۴ کنسولگری افتخاری است (در ایلات، حیفا، اورشلیم و تل آویو). اسرائیل دارای سفارت در بوداپست و یک کنسول افتخاری در سگد است.
با توجه به آمار داده شده به دست اداره مرکزی آمار اسرائیل، ۴۷٬۵۰۰ یهودی در مجارستان در سال ۲۰۱۸ زندگی می‌کردند. هر دو کشور عضو کامل اتحادیه مدیترانه هستند.
هر دو کشور بر افزایش تجارت و گردشگری بین یکدیگر تأکید کرده‌اند و تخمین زده شده‌است که ۳۰٬۰۰۰ یهودی مجارستانی در سال ۱۹۴۸ به اسرائیل مهاجرت کرده‌اند.

## تاریخ

### سده بیستم
در طول نیمه اول سده ۲۰، بسیاری از یهودیان مجارستانی از یهود ستیزی رنج می‌بردند. نازی‌ها در زمان هولوکاست ۵۶۴٬۰۰۰ یهودی-مجارستانی را در سال ۱۹۴۴ به قتل رساندند.
روابط دیپلماتیک میان مجارستان و دولت اسرائیل به‌طور رسمی در سال ۱۹۴۹ برقرار شد. مجارستان در سال ۱۹۵۲ همراه با سایر کشورها از بلوک شرق در اسرائیل نمایندگی خود را آغاز کرد مجارستان پس از جنگ شش روزه مانند بسیاری از کشورهای دیگر از اروپای شرقی، روابط خود را با اسرائیل قطع کرد، در نتیجه آن، مجارستان نمایندگی خود را در اسرائیل بست.
در اواخر دهه ۱۹۸۰ میلادی میخائیل گورباچف اصلاحات دموکراتیک سازی را در اتحاد جماهیر شوروی سوسیالیستی آغاز کرد. رهبر مجارستان، یانوش کادار با اصلاحات گورباچف موافقت کرد و کشورش به کشورهای غربی نزدیکتر شد. اولین روابط غیررسمی بین کشورها در سپتامبر ۱۹۸۷ آغاز شد، زمانی که مجارستان و اسرائیل دفاتر علاقه غیر مقیم را برای یکدیگر باز کردند. روابط رسمی دیپلماتیک در سال ۱۹۸۹ به‌طور کامل برقرار شده‌است.

### سده ۲۱ ام
در سده بیست و یکم، مجارستان به عنوان یکی از بهترین دوستان اسرائیل در اروپا شناخته شده‌است، که بارها اجماع اروپا را شکست و در کنار اسرائیل ایستاد. رهبران مجارستان و اسرائیل هر دو بارها به صورت رسمی دیدارهای رسمی انجام داده‌اند.
در سال ۲۰۱۹، مجارستان یک دفتر تجاری در اورشلیم افتتاح کرد و آن را به عنوان بخشی جدایی ناپذیر از اسرائیل شناخته شد.
در ۲۱ مه ۲۰۲۰، وزیر امور خارجه مجارستان با همکار اسرائیلی خود صحبت کرد و به او گفته‌است که «مجارستان همیشه در کنار اسرائیل خواهد بود». وی همچنین از اروپا به دلیل «ریاکاری سیاسی» انتقاد کرد. در اواخر همان سال، دو کشور تصمیم گرفتند که در زمینه تحقیقات فضایی همکاری کنند.
در ۱۸ مه ۲۰۲۱، مجارستان مانع از موضع‌گیری رسمی اتحادیه اروپا در مورد بحران اسرائیل و فلسطین در سال ۲۰۲۱ شد. وزیر خارجه مجارستان پیتر سیژارتو اتحادیه اروپا را به مخالفت با اسرائیل متهم کرد.